# هيلاري بن
هيلاري بن هو سياسي بريطاني، ولد في 26 نوفمبر 1953 في هامرسميث في المملكة المتحدة. نشط حزبياً في حزب العمال.

## مناصب
- انتخب Shadow Deputy Prime Minister of the United Kingdom [الإنجليزية]‏ (11 مايو 2015 – 13 سبتمبر 2015).
- في الانتخابات العامة في المملكة المتحدة 2019، انتخب عضو البرلمان الثامن والخمسين للمملكة المتحدة  [لغات أخرى]‏ عن دائرة ليدز الوسطى وقد انضم خلال فترته النيابية ‏ (12 ديسمبر 2019 – ) للكتلة البرلمانية حزب العمال.
- انتخب Shadow Secretary of State for Housing, Communities and Local Government [الإنجليزية]‏ (7 أكتوبر 2011 – 11 مايو 2015).
- في 1999 Leeds Central by-election [الإنجليزية]‏، انتخب عضو البرلمان الثاني والخمسون للمملكة المتحدة  [لغات أخرى]‏ عن دائرة ليدز الوسطى وقد انضم خلال فترته النيابية ‏ (10 يونيو 1999 – 14 مايو 2001) للكتلة البرلمانية حزب العمال.
- في الانتخابات العامة في المملكة المتحدة 2001، انتخب عضو البرلمان الثالث والخمسون للمملكة المتحدة  [لغات أخرى]‏ عن دائرة ليدز الوسطى وقد انضم خلال فترته النيابية ‏ (7 يونيو 2001 – 11 أبريل 2005) للكتلة البرلمانية حزب العمال.
- في الانتخابات العامة في المملكة المتحدة 2005، انتخب عضو البرلمان الرابع والخمسون للمملكة المتحدة  [لغات أخرى]‏ عن دائرة ليدز الوسطى وقد انضم خلال فترته النيابية ‏ (5 مايو 2005 – 12 أبريل 2010) للكتلة البرلمانية حزب العمال.
- في انتخابات المملكة المتحدة لعام 2010، انتخب عضو البرلمان الخامس والخمسين للمملكة المتحدة  [لغات أخرى]‏ عن دائرة ليدز الوسطى وقد انضم خلال فترته النيابية ‏ (6 مايو 2010 – 30 مارس 2015) للكتلة البرلمانية حزب العمال.
- في الانتخابات العامة في المملكة المتحدة 2015، انتخب عضو البرلمان السادس والخمسين للمملكة المتحدة  [لغات أخرى]‏ عن دائرة ليدز الوسطى وقد انضم خلال فترته النيابية ‏ (7 مايو 2015 – 3 مايو 2017) للكتلة البرلمانية حزب العمال.
- في الانتخابات العامة في المملكة المتحدة 2017، انتخب عضو البرلمان السابع والخمسين للمملكة المتحدة  [لغات أخرى]‏ عن دائرة ليدز الوسطى وقد انضم خلال فترته النيابية ‏ (8 يونيو 2017 – 6 نوفمبر 2019) للكتلة البرلمانية حزب العمال.
- انتخب عضو المجلس الخاص بالمملكة المتحدة  [لغات أخرى]‏.
- انتخب Secretary of State for International Development  [لغات أخرى]‏ (6 أكتوبر 2003 – 28 يونيو 2007).
- انتخب وزير دولة - ظل - لشؤون البيئة والغذاء والقروية [الإنجليزية]‏ (11 مايو 2010 – 8 أكتوبر 2010).
- انتخب وزير ظل الدولة للخارجية [الإنجليزية]‏ (11 مايو 2015 – 26 يونيو 2016).
- انتخب Secretary of State for Environment, Food and Rural Affairs [الإنجليزية]‏ (28 يونيو 2007 – 11 مايو 2010).
- انتخب زعيم ظل مجلس العموم [الإنجليزية]‏ (8 أكتوبر 2010 – 7 أكتوبر 2011).

## وصلات خارجية
- الموقع الرسمي